# Sabicea geantha
Sabicea geantha är en måreväxtart som beskrevs av William Philip Hiern. Sabicea geantha ingår i släktet Sabicea och familjen måreväxter.
Artens utbredningsområde är Gabon. Inga underarter finns listade i Catalogue of Life.